# Isosturmia inversa
Isosturmia inversa är en tvåvingeart som beskrevs av Townsend 1927. Isosturmia inversa ingår i släktet Isosturmia och familjen parasitflugor. Inga underarter finns listade i Catalogue of Life.